# Miss Universo 1999

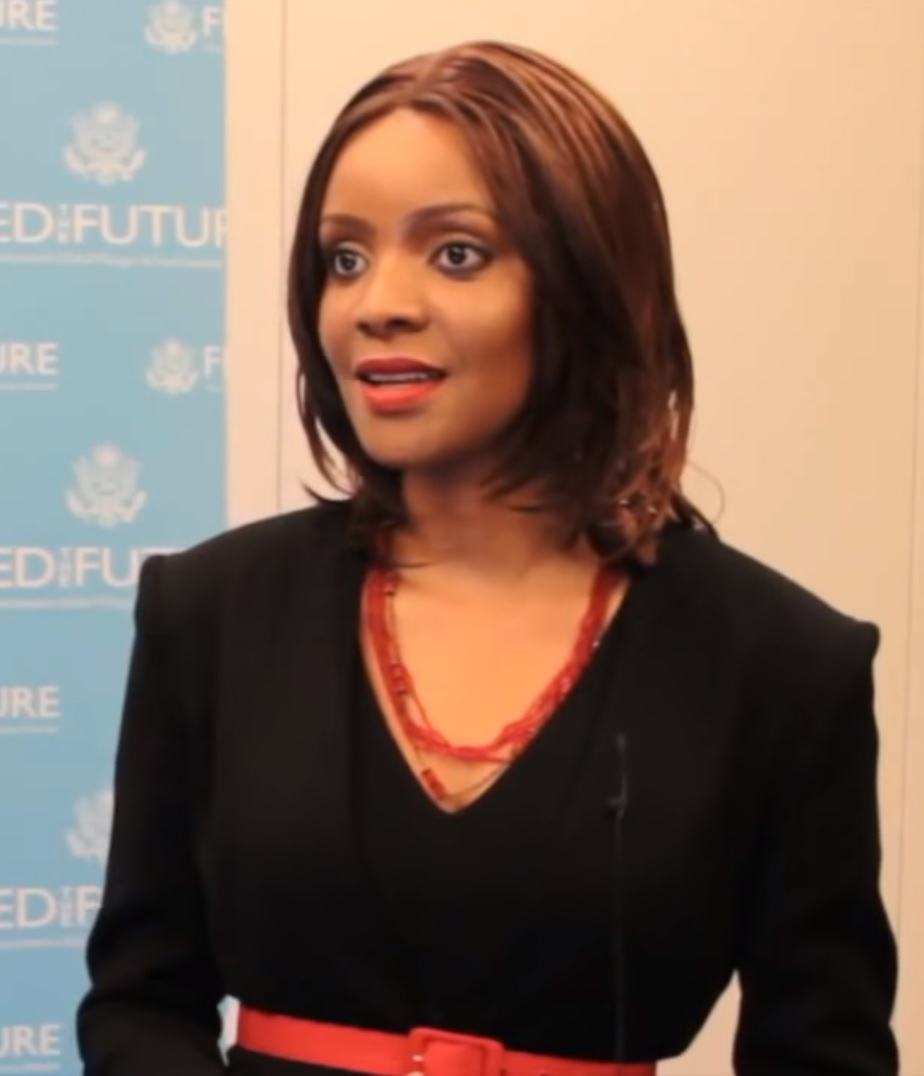
Mpule Kwelagobe, Miss Universo 1999

Miss Universo 1999 foi a 48ª edição do concurso, realizada no Chaguaramas Convention Centre, Chaguaramas, Trinidade e Tobago. Mpule Kwelagobe, de Botswana, país estreante na competição, foi coroada pela anfitriã, a trinitina Wendy Fitzwilliam, Miss Universo 1998, na primeira e única vez na história do concurso em que uma Miss Universo negra coroou uma sucessora também negra. 84 candidatas competiram nesta edição, o maior número até então, no dia 26 de maio daquele ano.

## Evento
Repetindo o conceito do ano anterior, Trinidad e Tobago aceitou sediar o último concurso do milênio, que até então contou com o maior número de participantes desde sua criação. Algumas das favoritas iniciais eram a francesa Mareva Galanter, a primeira Miss França nascida no Tahiti, a panamenha Yamani Sayed , a brasileira Renata Fan, a única árabe-israelense Miss Israel até hoje, Rana Raslam, a venezuelana Carolina Indriago, a porto-riquenha Brenda Liz Lopez e a filipina Miriam Quiambao, que era apenas a segunda colocada do Miss Filipinas, porque a vencedora daquele país foi destronada por não ter cidadania filipina.
O Top 10 foi formado por Botswana, Filipinas, Espanha, Venezuela, África do Sul, Índia, México, Porto Rico, Jamaica e uma surpresa, a Miss Gana. Um novo corte proporcionou um Top 5. Após a entrevista sobraram apenas a esfuziante Diana Nogueira da Espanha,a filipina Miriam Quiambao e a surpreendente negra de 1,83 m e grande personalidade, Mpule Kwelagobe,  a primeira  representante de Botswana no concurso. Até aquele momento, parecia que as Filipinas fariam uma nova Miss Universo, mas surpreendentemente Mpule contagiou a todos com seu senso de humor, personalidade contagiante, respostas inteligentes e bem formuladas e espontânea, a aparência exótica e conquistou o título nos votos dos jurados. A mulher que dois anos antes havia sido completamente ignorada pelos jurados do Miss Mundo, tornou-se a primeira africana negra a ser coroada como Miss Universo. 
Desde sua coroação, Mpule sobressaiu-se como ativista dos Direitos Humanos, sendo honrada e reconhecida por seu trabalho contra a AIDS e pela defesa dos direitos dos jovens e das mulheres a terem maior acesso à educação sobre sexo reprodutivo e serviços referentes a esta causa. Em 2000, depois de coroar a sucessora, ela foi nomeada Embaixadora da Boa Vontade pela Organização das Nações Unidas, para trabalhar especialmente com jovens e com a conscientização e educação sobre o vírus da AIDS.

## Resultados
| Colocação                | Candidata                                                          | País                                         |
| ------------------------ | ------------------------------------------------------------------ | -------------------------------------------- |
| Miss Universo 1999       | Mpule Kwelagobe                                                    | Botswana                                     |
| 2º lugar                 | Miriam Quiambao                                                    | Filipinas                                    |
| 3º lugar                 | Diana Nogueira                                                     | Espanha                                      |
| Semifinalistas (Top 5):  | Soraia Raciti Carolina Indriago                                    | África do Sul · Venezuela                    |
| Semifinalistas (Top 10): | Gul Panag Silvia Salgado Brenda Lopez Nicole Haughton Akuba Cudjoe | Índia · México · Porto Rico · Jamaica · Gana |
| Premiações especiais     |                                                                    |                                              |
| Miss Simpatia            | Marisa Ferreira                                                    | Portugal                                     |
| Miss Fotogenia           | Brenda Lopez                                                       | Porto Rico                                   |
| Melhor Traje Típico      | Nicole Dyer                                                        | Trinidad e Tobago                            |
| Melhor Traje de Banho    | Diana Nogueira                                                     | Espanha                                      |
| Prêmio Estilo Clairol    | Miriam Quiambao                                                    | Filipinas                                    |

## Candidatas
- Em negrito, a candidata eleita Miss Universo 1999. Em itálico, as semifinalistas.[3]